# NGC 2186
NGC 2186 is een open sterrenhoop in het sterrenbeeld Orion. Het hemelobject werd op 27 januari 1786 ontdekt door de Duits-Britse astronoom William Herschel.

## Synoniemen
- OCL 498